# Simó de Dammartin
Simó de Dammartin, mort el 1239, va ser comte d'Aumale de 1206 a 1214, després de 1221 (efectiu el 1230) a 1239, comte de Ponthieu i de Montreuil. Era fill d'Alberic III de Dammartin, comte de Dammartin i de Matilde de Clermont (Clermont-en-Beauvaisis).

## Biografia
Al final del segle xii, va seguir el seu pare i el seu germà Renald de Dammartin quan aquests es van unir al rei d'Anglaterra. Després de la mort de Ricard Cor de Lleó el 1199, seguida de la del seu pare el 1200, van tornar a França i va fer la seva submissió al rei Felip August. Aquest últim va donar a Renald el comtat d'Aumale en feu el 1204, però després, el 1206, el va intercanviar pel comtat de Mortain i va donar Aumale a Simó. Felip August va fer també casar a Simó amb Maria, hereva del comtat de Ponthieu. Però els dos germans van prendre de nou distància amb el rei francès i es van unir a Joan sense Terra, rei d'Anglaterra. Van combatre a Bouvines, on Renald va ser fet presoner i Simó va fugir i es va exiliar; Felip August va confiscar els dominis de Renald (Mortain) i de Simó (Aumale), i en va donar una part al seu fill Felip Hurepel, que s'havia de casar amb la filla de Renald. El 1221, quan Guillem II Talvas, comte de Ponthieu i pare de Maria, va morir, Felip August va estendre la confiscació als béns de Maria de Ponthieu, annexant el comtat de Ponthieu.
El 1223, a la mort de Felip August, Simó va intentar un desembarcament per reconquerir el comtat de Ponthieu. Va prendre Abbeville, però el nou rei Lluís VIII el Lleó va enviar un exèrcit a qui els habitants d'Abbeville van obrir les portes. Simó es va veure obligat a reembarcar. Maria de Ponthieu va acabar obtenint la restitució del Ponthieu, però al preu de pesades concessions: cedir al rei Doullens i Saint-Riquier, i renunciar al comtat d'Alençon no podia reconstruir les fortaleses destruïdes i no podia casar les filles de la parella sense l'acord del rei. Simó no va poder obtenir la gràcia reial més que no consentint a les condicions acceptades per la seva esposa, el que va fer el 1230.
Va morir el 21 de setembre de 1239 i va ser enterrat a l'abadia de Valloires.

## Matrimoni i fills
Es va casar el setembre de 1208 amb Maria de Ponthieu (abans de 1199 † 1250), comtessa de Ponthieu, filla de Guillem II Talvas, comte de Ponthieu, i d'Adele de França. D'aquest matrimoni van néixer:
- Joana (v. 1220 † 1279), comtesse de Ponthieu i d'Aumale;

- Felipa († 1278/1281), casada amb Raül de Lusignan († 1246), comte d'Eu, i després amb Raül I de Coucy († 1250) senyor de Coucy, i finalment amb Otó II de Gueldre († 1271), comte de Gueldre;

- Maria, casada amb Joan II de Pierrepont († 1251), comte de Roucy;

- Agata, casada a Aimeric II, vescomte de Châtellerault.